# Pseudexostoma longipterus
Pseudexostoma longipterus är en fiskart som beskrevs av Zhou, Yang, Li och Li 2007. Pseudexostoma longipterus ingår i släktet Pseudexostoma och familjen Sisoridae. Inga underarter finns listade i Catalogue of Life.